# Ансари, Мохаммад Хамид
Мохаммад Хамид Ансари (англ. Mohammad Hamid Ansari, хинди मोहम्मद हामिद अंसारी, бенг. মহম্মদ হামিদ আনসারি; род. 1 апреля 1937, Калькутта, Британская Индия) — индийский государственный деятель. Занимал должность вице-президента Индии с 11 августа 2007 по 11 августа 2017 года.

## Биография
Родился 1 апреля 1937 года в Калькутте (Западная Бенгалия). После окончания средней школы поступил в Калькуттский университет, а затем продолжил обучение в Алигархском мусульманском университете на факультете политической науки. Женат, трое детей.

## Политическая карьера
- В 1961 году начал карьеру в министерстве иностранных дел Индии и работал в индийских посольствах в Багдаде, Рабате, Джидде и Брюсселе.
- Посол Индии в Объединённых Арабских Эмиратах (1976—1979).
- Глава протокольной службы (1980—1985).
- Верховный комиссар в Австралии (1985—1989).
- Посол Индии в Афганистане (1989—1990).
- Посол Индии в Иране (1990—1992).
- Постоянный представитель Индии при ООН, Нью-Йорк (1993—1995).
- Посол Индии в Саудовской Аравии (1995—1999).
- Приглашённый профессор в Университете Джавахарлала Неру в Нью-Дели (декабрь 1999-май 2000 года).
- Вице-канцлер Мусульманского университета в Алигархе (2000—2002).
- Заслуженный член «Observer Research Foundation», Нью-Дели (2002—2006).
- Вице-президент Индии с 11 августа 2007 года по 10 августа 2012 от коалиции Индийского национального конгресса и левых.
- 11 августа 2012 года вновь был избран вице-президентом Индии.